# Jerry Lucas
Jerry Ray Lucas (Middletown, Ohio; 30 de marzo de 1940) es un exjugador de baloncesto estadounidense que disputó su carrera en las décadas de los 60 y los 70. Nació a mitad de camino entre Dayton y Cincinnati, dos ciudades que en aquellos años disponían de los mejores programas de baloncesto en los institutos de todo el país. Lucas destacó incluso antes de llevar a su escuela al título estatal, en los playgrounds, las pistas al aire libre, en las cuales, con 15 años y con una estatura que ya rondaba los 2,06 metros.

## Trayectoria deportiva

### Universidad

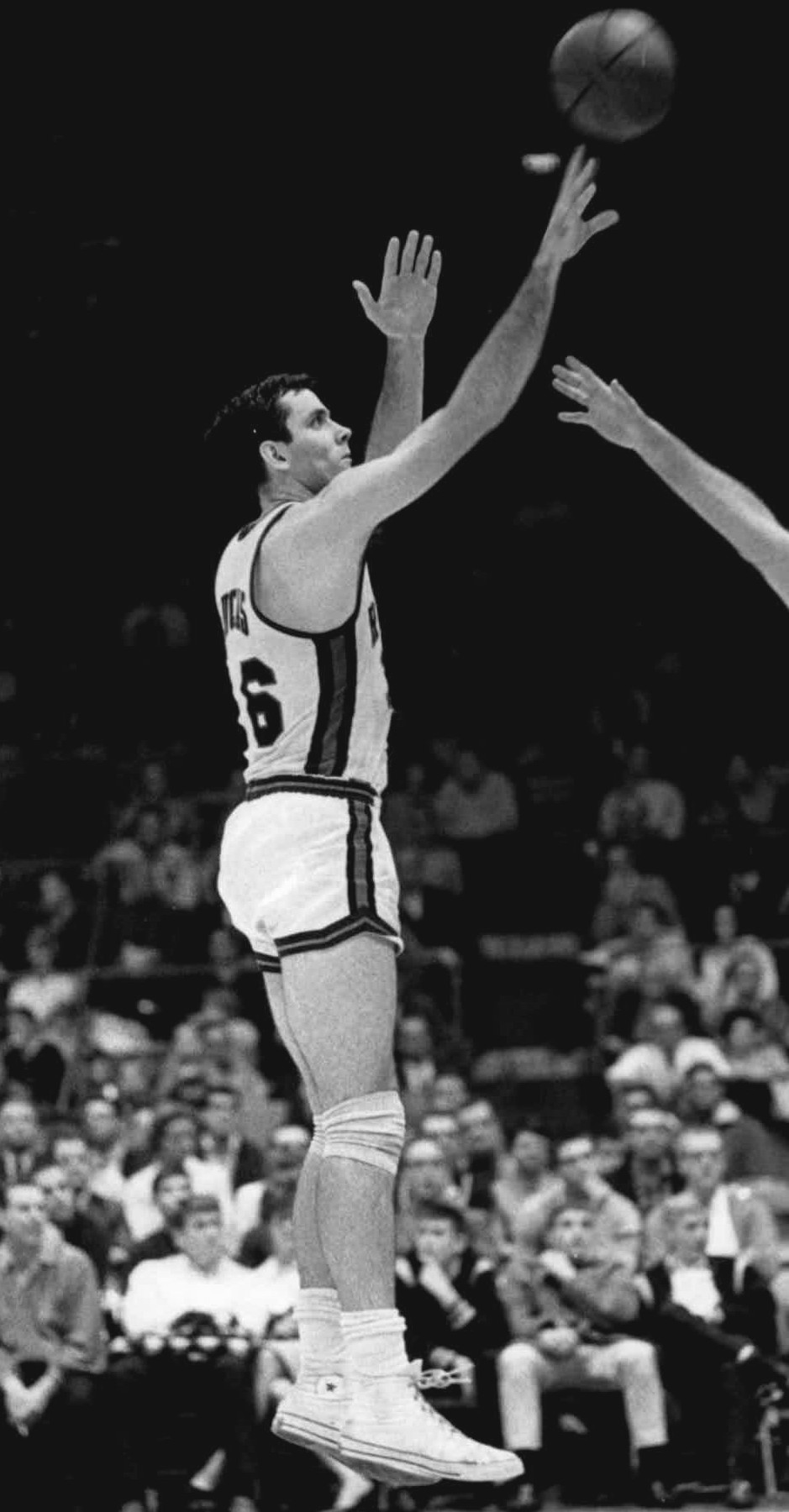
Jerry Lucas en 1965

Hasta 150 universidades se pelearon por contar con sus servicios, pudiendo elegir excelentes  programas deportivos como el de Kentucky, pero prefirió quedarse cerca de casa y eligió Ohio State compartiendo habitación con John Havlicek . Llevó a su universidad a tres finales estatales consecutivas, ganando en 1960. En sus tres años fue elegido en el mejor quinteto del país. Promedió 24,3 puntos y 17,2 rebotes. En 1999, la prestigiosa revista deportiva Sports Illustrated lo incluyó en el mejor quinteto universitario del siglo XX. Ohio State retiró por primera vez una camiseta, la del número 11 de Lucas.
En 1960 formó parte del equipo nacional que consiguió el oro en los Juegos Olímpicos de Roma.

### NBA
Fue elegido en primera ronda del Draft de la NBA de 1962, en la sexta posición, por los Cincinnati Royals como elección territorial, pero no debutó en la NBA hasta el año siguiente, después de un breve paso por la desaparecida liga ABL. Fue nombrado Rookie del año en su primera temporada, y, en las dos siguientes, promedió más de 20 puntos y 20 rebotes, algo que solamente había conseguido el mítico Wilt Chamberlain, siendo además el único alero en conseguir más de 20 rebotes por partido en una temporada.
Comenzada ya la temporada 1969-70 fue traspasado a los San Francisco Warriors, y recaló un año después en los New York Knicks, con los que ganó el título en 1973, siendo el primer jugador de la historia en ganar títulos en instituto, universidad, olimpiadas y profesionales. Se retiró en 1974.

## Estadísticas de su carrera en la NBA
|  | Campeones de la NBA |
|  | Líder de la liga    |

### Temporada regular
| Año      | Equipo        | PJ  | PT | MPP  | %TC  | %3P | %TL  | RPP  | APP | ROB | TPP | PPP  |
| -------- | ------------- | --- | -- | ---- | ---- | --- | ---- | ---- | --- | --- | --- | ---- |
| 1963-64  | Cincinnati    | 79  | –  | 41.4 | .527 | –   | .779 | 17.4 | 2.6 | –   | –   | 17.7 |
| 1964-65  | Cincinnati    | 66  | –  | 43.4 | .498 | –   | .814 | 20.0 | 2.4 | –   | –   | 21.4 |
| 1965-66  | Cincinnati    | 79  | –  | 44.5 | .453 | –   | .787 | 21.1 | 2.7 | –   | –   | 21.5 |
| 1966-67  | Cincinnati    | 81  | –  | 43.9 | .459 | –   | .791 | 19.1 | 3.3 | –   | –   | 17.8 |
| 1967-68  | Cincinnati    | 82  | –  | 44.1 | .519 | –   | .778 | 19.0 | 3.3 | –   | –   | 21.5 |
| 1968-69  | Cincinnati    | 74  | –  | 41.6 | .551 | –   | .755 | 18.4 | 4.1 | –   | –   | 18.3 |
| 1969-70  | Cincinnati    | 4   | –  | 29.5 | .514 | –   | .714 | 11.3 | 2.3 | –   | –   | 10.3 |
| 1969-70  | San Francisco | 63  | –  | 36.5 | .507 | –   | .786 | 14.4 | 2.6 | –   | –   | 15.4 |
| 1970-71  | San Francisco | 80  | –  | 40.6 | .498 | –   | .787 | 15.8 | 3.7 | –   | –   | 19.2 |
| 1971-72  | New York      | 77  | –  | 38.0 | .512 | –   | .791 | 13.1 | 4.1 | –   | –   | 16.7 |
| 1972-73  | New York      | 71  | –  | 28.2 | .513 | –   | .800 | 7.2  | 4.5 | –   | –   | 9.9  |
| 1973-74  | New York      | 73  | –  | 22.3 | .462 | –   | .698 | 5.1  | 3.2 | .4  | .3  | 6.2  |
| Total    | Total         | 829 | –  | 38.8 | .499 | –   | .783 | 15.6 | 3.3 | .4  | .3  | 17.0 |
| All-Star | All-Star      | 7   | 6  | 26.1 | .547 | –   | .905 | 9.1  | 1.7 | –   | –   | 12.7 |

### Playoffs
| Año   | Equipo        | PJ | PT | MPP  | %TC  | %3P | %TL   | RPP  | APP | ROB | TPP | PPP  |
| ----- | ------------- | -- | -- | ---- | ---- | --- | ----- | ---- | --- | --- | --- | ---- |
| 1964  | Cincinnati    | 10 | –  | 37.0 | .390 | –   | .703  | 12.5 | 3.4 | –   | –   | 12.2 |
| 1965  | Cincinnati    | 4  | –  | 48.8 | .507 | –   | .773  | 21.0 | 2.3 | –   | –   | 23.3 |
| 1966  | Cincinnati    | 5  | –  | 46.2 | .471 | –   | .771  | 20.2 | 2.8 | –   | –   | 21.4 |
| 1967  | Cincinnati    | 4  | –  | 45.8 | .436 | –   | 1.000 | 19.3 | 2.0 | –   | –   | 12.5 |
| 1971  | San Francisco | 5  | –  | 34.2 | .506 | –   | .688  | 10.0 | 3.2 | –   | –   | 17.8 |
| 1972  | New York      | 16 | –  | 46.1 | .500 | –   | .831  | 10.8 | 5.3 | –   | –   | 18.6 |
| 1973  | New York      | 17 | –  | 21.6 | .482 | –   | .870  | 5.0  | 2.3 | –   | –   | 7.5  |
| 1974  | New York      | 11 | –  | 10.5 | .238 | –   | –     | 2.0  | .8  | .4  | .0  | 0.9  |
| Total | Total         | 72 | –  | 32.9 | .467 | –   | .786  | 10.0 | 3.0 | .4  | .0  | 12.4 |